# Chicagos underverden
Chicagos underverden (originaltitel: Little Caesar) er en amerikansk gangsterfilm fra 1931, instrueret af Mervyn LeRoy og produceret af Warner Bros. I hovedrollerne spiller Edward G. Robinson, Douglas Fairbanks jr. og Glenda Farrell. Filmen handler om en hensynsløs gangster som arbejder sig op til toppen i den kriminelle underverdenen. Manuskriptet er skrevet af Robert N. Lee, Francis Edward Faragoh, Robert Lord og Darryl F. Zanuck, baseret på romanen Little Caesar (1929), skrevet af W.R. Burnett.
Filmen bliver anset for at være den som startede trenden med gangsterfilm i begyndelsen af 1930'erne. Den blev også hovedrolleindehaver Robinsons store gennembrud, og han endte med at spille i flere film indenfor denne genre.

## Handling
Caesar Enrico "Rico" Bandello (Edward G. Robinson) og hans bedste ven Joe Massara (Douglas Fairbanks jr.) flytter til storbyen for at følge sine drømme. Rico er ked af at være betydningsløs og mener at et liv i mafiaen vil kunne give ham magt og indflydelse. Joe drømmer om en karriere som danser. Rico sørger for at både ham selv og Joe kommer med i Sam Vettoris (Stanley Fields) bande. Joe skaffer sig også et job som danser på en natklub, og indleder hurtigt et forhold til dansepartneren, Olga Stassoff (Glenda Farrell). Rico gør sig hurtigt bemærket i det kriminelle miljø med sin hidsige og ambitiøse holdning.
Joe protesterer kraftig og forsøger at trække sig ud af banden, da den planlægger at rane natklubben hvor han arbejder, men dette tillader Rico ikke. Under ranet bliver Joe vidne til at Rico skyder og dræber kriminalsekretær Alvin McClure. Bandens flugtchauffør, Tony Passa (William Collier jr.), tåler ikke presset og bestemmer sig for at betro sig til en præst. Da Rico finder ud af dette haster han til kirken og skyder ham på vej ind. Rico overtager også ledelsen af banden.
Rico bliver bekymret over, at Joe ved for meget om ham. Han advarer Joe om, at han må glemme Olga og slutte sig til ham i et liv med kriminalitet. Rico truer med at dræbe både Joe og Olga, medmindre han bliver i banden, men Joe nægter at give efter. Olga ringer til politisergent Flaherty og fortæller ham, at Joe er klar til at tale, lige inden Rico og hans håndlanger Otero (George E. Stone) kommer og ringer på døren. Rico finder, til sin overraskelse, ud af at han ikke er i stand til at tage sin vens liv. Da Otero forsøger at udføre jobbet selv, kæmper Rico pistolen væk fra ham, dog ikke før Joe bliver såret. Med oplysninger fra Olga fortsætter Flaherty med at knuse Ricos organisation.
Rico slipper selv væk, men han ender fattig på et lokalt herberg. Flaherty udtaler til pressen, at Rico har vist sig at være en kujon. Da Rico finder ud af det, ringer han selv til Flaherty. Politiet sporer opkaldet og finder Rico vandrende på gaden. Rico nægter at overgive sig og bliver skudt og dræbt af Flaherty.

## Medvirkende
- Edward G. Robinson som Caesar Enrico "Rico" Bandello alias "Little Caesar"
- Douglas Fairbanks Jr. som Joe Massara
- Glenda Farrell som Olga Stassoff
- William Collier jr. som Tony Passa
- Sidney Blackmer som "Big Boy"
- Ralph Ince som Pete Montana
- Thomas Jackson som politioverbetjent Flaherty
- Stanley Fields som Sam Vettori
- Maurice Black som "Little Arnie" Lorch
- George E. Stone som Otero
- Armand Kaliz som De Voss
- Nick Bela som Ritz Colonna

## Eksterne Henvisninger
- Chicagos underverden på Internet Movie Database (engelsk)
- Chicagos underverden på Filmdatabasen
- Chicagos underverden på Scope
- Chicagos underverden i Svensk Filmdatabas (svensk)
- Chicagos underverden på AlloCiné (fransk)
- Chicagos underverden på MovieMeter (nederlandsk)
- Chicagos underverden på AllMovie (engelsk)
- Chicagos underverden hos American Film Institute (engelsk)
- Chicagos underverdens profil hos Encyclopædia Britannica Online (engelsk)
- Chicagos underverden på Turner Classic Movies (engelsk)